# Ministerium für Maschinenbau (1990)
Das Ministerium für Maschinenbau war ein Ministerium der DDR und existierte vom 1. Januar 1990 bis zum 13. April 1990. Das 1990 gegründete Ministerium ist nicht zu verwechseln mit dem 1950 gegründeten gleichnamigen Ministerium, das 1955 nach diversen Umstrukturierungen aufgelöst wurde.
Das Ministerium wurde während der Regierung Modrow erst durch Minister Karl Grünheid geführt. Grünheid wurde bereits ab dem 11. Januar 1990 durch Hans-Joachim Lauck abgelöst, da Grünheid den Vorsitz des Wirtschaftskomitees einnahm.
Die Gründung erfolgte durch einen Beschluss des Ministerrats der DDR vom 21. Dezember 1989 mit Wirkung ab dem 1. Januar des Folgejahres. Im Zuge der Ministeriumsgründung wurden mehrere Industrieministerien aufgelöst, deren Aufgaben im Ministerium für Maschinenbau zusammengefasst wurden. Diese waren das Ministerium für Werkzeug- und Verarbeitungsmaschinenbau, das Ministerium für Allgemeinen Maschinen-, Landmaschinen- und Fahrzeugbau, das Ministerium für Schwermaschinen- und Anlagenbau und das Ministerium für Elektrotechnik und Elektronik.
Die Auflösung des Ministeriums erfolgte durch einen Ministerratsbeschluss vom 30. Mai 1990 rückwirkend ab dem 13. April. Als Rechtsnachfolger wurde das neugeschaffene Ministerium für Wirtschaft festgelegt.